# Tangkak
Tangkak è una città della Malaysia situata nello Stato di Johor, capoluogo del Distretto di Tangkak.